# Магнітоелектричний оптичний дефлектор
Магнітоелектричний (МЕ) оптичний дефлектор (англ. Galvanometer optical scanner або Galvanometer-based optical scanner) – пристрій, в якому відхилення оптичного пучка у просторі досягається за допомогою дзеркала, закріпленого до рухомого елемента магнітоелектричного двигуна.

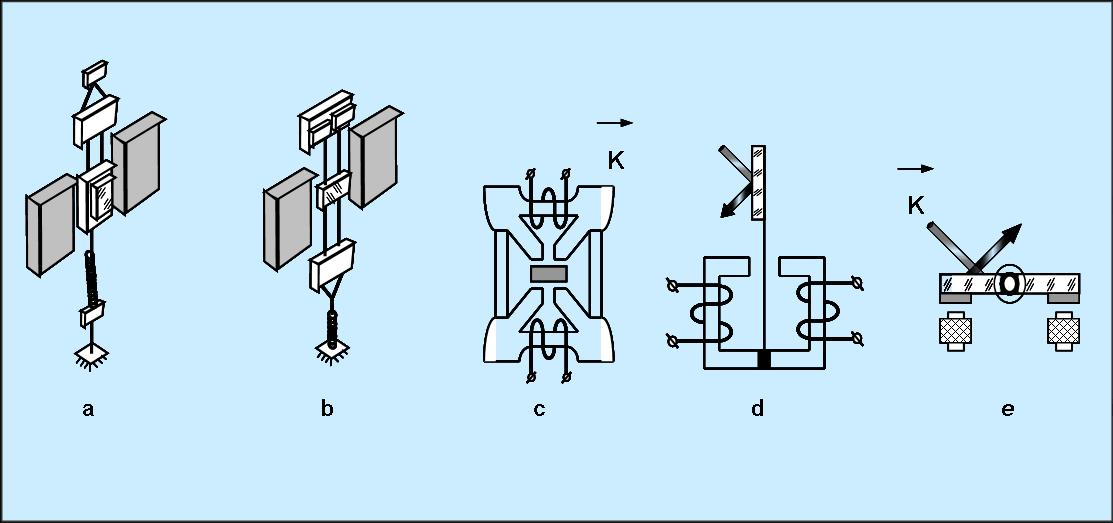
Магнітоелектричні оптичні дефлектори

## Класифікація магнітоелектричних оптичних дефлекторів
За конструктивними особливостями:
- рамкові
- петльові
- з магнітопровідниковою серцевиною
- пластинчаті
- з рознесеними магнітоелектричними приводами

## Схеми магнітоелектричних оптичних дефлекторів
У рамковому магнітоелектричному дефлекторі (а) рухомий провідник зі струмом є рамкою, виготовленою з тонкого мідного чи алюмінієвого дроту і закріпленою на розтяжках. У петльовому магнітоелектричному дефлекторі (b) рухомий провідник зі струмом має вигляд петлі з тонкої металевої нитки, на якій закріплено дзеркальний відбивач. Кутове відхилення оптичного елемента, а відповідно, і оптичного пучка у цих оптичних дефлекторах досягається за рахунок взаємодії магнітного поля рухомого провідника зі струмом, встановленого на оптичному елементі, з магнітним полем нерухомого постійного магніту. 
Дефлектори з рухомою магнітопровідниковою серцевиною (с) конструктивно мають різне виконання. Полюси рухомої серцевини можуть рухатись, у одному випадку, перпендикулярно напряму силових ліній постійних магнітів, а в іншому випадку, паралельно силовим лініям. Пари постійних магнітів у кожному зазорі створюють збалансований потік зміщення. Для керування магнітним потоком можуть бути використані керуючі обмотки. Під дією сумарного потоку від постійних магнітів та керуючих обмоток серцевина обертається в сторону повітряних зазорів з сильним магнітним потоком. При певних магнітних потоках сила, що діє на рухоме дзеркало, прямо пропорційна силі керуючому електричному струму. В пластинчатих дефлекторах (d) дзеркальний відбивач встановлюється на стальній пластині, що відхиляється в одну або в іншу сторону при поперемінному включенні обмоток. Для сканування широких оптичних пучків використовуються МЕ дефлектори з габаритними дзеркалами. У цьому разі знаходять поширення конструкції з рознесеними магнітоелектричними приводами (e), а у випадку двокоординатних МЕ дефлекторів використовується кардановий підвіс. В магнітоелектричних дефлекторах (c,d,e) кутове переміщення дзеркального відбивача, а, відповідно, і скануючого оптичного пучка досягається за рахунок сили взаємодії магнітного поля рухомого постійного магніту або ж феромагнітного елемента, механічно з’єднаного з дзеркальним відбивачем, з магнітним полем нерухомого провідника з електричним струмом. 
Конструктивно магнітоелектричний дефлектор складається з магнітоелектричного приводу (двигуна), ротора з дзеркалом та ємнісного або оптико-електронного датчика положення дзеркала. Дзеркало, зазвичай, виготовляється із кварцового скла чи берилію. На робочу поверхню підкладки наноситься діелектричне або металеве відбиваюче оптичне покриття. Товщина підкладки зумовлює жорсткість конструкції і визначає величину викривлення хвильового фронту оптичного пучка при механічних деформаціях. 
Магнітоелектричні дефлектори характеризуються простотою конструкції, малим споживанням електричного струму та широкою смугою пропускання порівняно з оптико-механічними дефлекторами. Принцип механічного резонансу, на якому заснована дія МЕ дефлекторів, забезпечує високу частоту рядкової розгортки та велику амплітуду кута відхилення. Іншими перевагами МЕ дефлекторів є широкий спектральний діапазон скануючого оптичного випромінювання та високий коефіцієнт відбиття. 